# Aplysia punctata
La liebre de mar manchada (Aplysia punctata) es una especie de molusco gasterópodo del orden Opisthobranchia. Es una de las especies de liebres de mar más corrientes en Europa. Son característicos los lobos parapodiales en la espalda alrededor de su concha evolucionariamente atrofiada y encarnada, un color rojo-bermejo o verde aceituna-negro de la piel y muestra de puntos o vetas.

## Características
Forma del cuerpo
El cuerpo de Aplysia punctata es longitudinalmente simétrico. Consta de tres partes: la cabeza que pasa sin discontinuidad a un cuello que a su vez se extiende a la parte posterior: un tronco voluminoso, que ocupa aproximadamente la mitad del animal.
Cabeza
En la parte frontal de la cabeza se halla la boca. Lateralmente de la boca salen dos tentáculos. Los tentáculos son un tejido enrollado. En el tope entre cabeza y cuello hay dos rinóforos. Los rinóforos tienen una muesca de dos tercios de la longitud. Dentro hay un epitelio de sensores químicos y neurones, que conectan los sensores al sistema nervioso. Los rinóforos son un órgano olfatorio que sirve para percibir los alimentos, y también las feromonas. Técnicamente, son ajustables (dirección) y retractables (protección). Debajo de cada rinóforo hay un ojo.
Tronco
En el tronco está la concha. Por la atrofia evolucionaria la concha es muy fina y completamente encarnada. Cubre el saco vísceral. A partir de la mitad del cuerpo hacia su fin salen dos lobos parapodiales lateralmente. Se doblan hacia arriba y circundan el área de la concha. Entre los lobos parapodiales salen branquias de la espalda y están protegidos por ellos.
Color
El color de Aplysia punctata joven varia entre rojo y bermejo. Los animales adolescentes tienen un color más oscuro, que varia de verde aceituna a marrón hasta casi negro. El color viene de pigmentos consumido con la comida. Así el cambio de la alimentación con la edad causa el cambio de color.
Muestras en la piel
Aplysia punctata tiene muestras en la piel. Son puntos finos hasta medios de color blanco, negro gris o marrón, pero también manchas con puntos satélites. Aparte se cita líneas formando una veta.
Normalmente los puntos son uniformemente distribuidos en toda la piel. Parcialmente hay concentraciones o áreas sin puntos. La muestra de puntos les da el nombre específico "punctata".
Tamaño
Dentro del género Aplysia, Aplysia punctata es de tamaño medio. Se ha citado ejemplares de 2 - 4 cm hasta 20 cm.

## Hábitat y alimentación
Alimentación

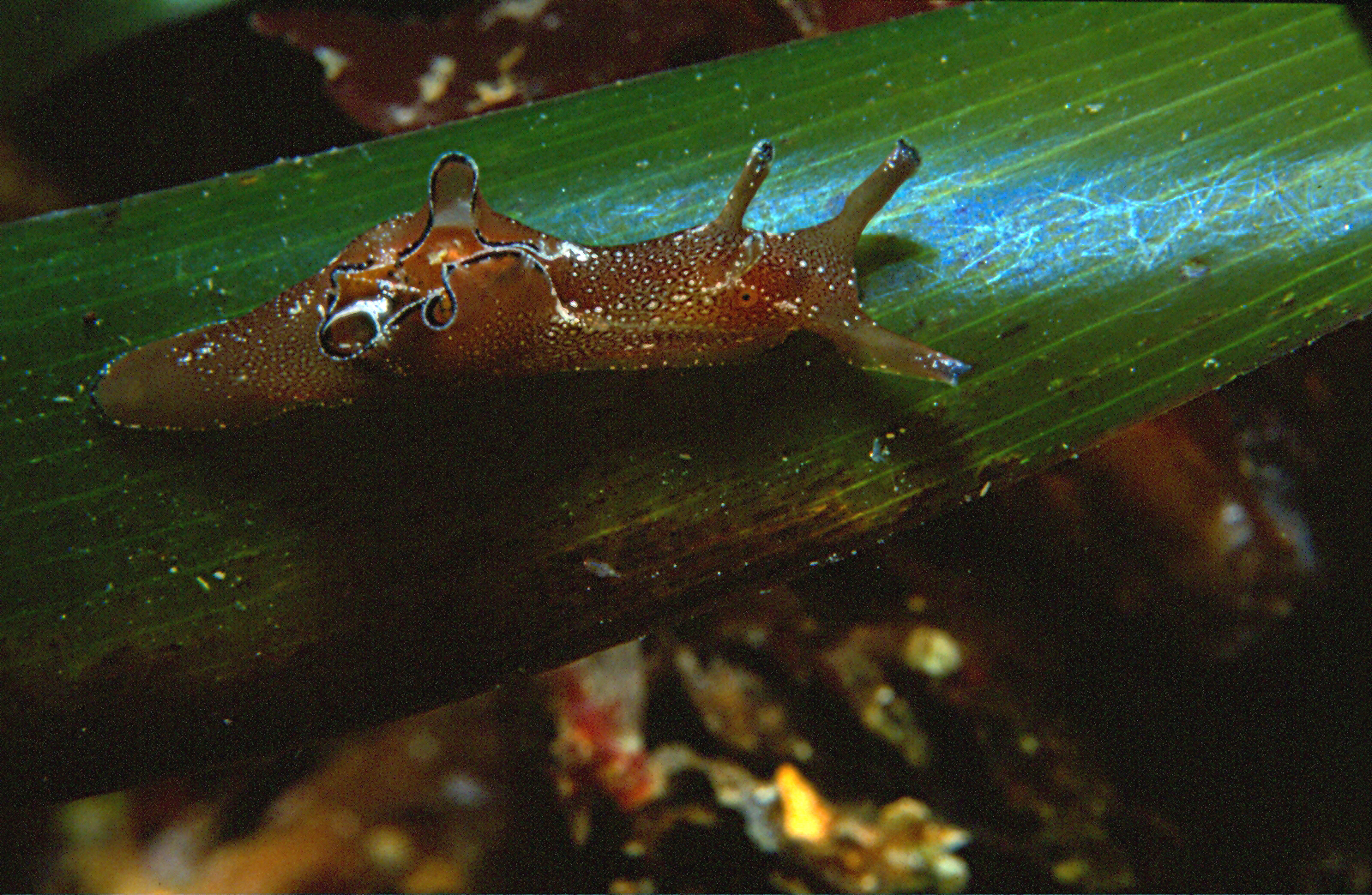
Aplysia punctata: joven encima de una hoja

Las liebres de mar son herbívoras. Las jóvenes prefieren especies de Alga roja que son más suaves. Se mueven sobre sus hojas y las pastan sistemáticamente y se comen con ellos también las algas pequeñas habitando en las superficies de las algas grandes.
Los animales adolescentes se alimentan más de Fucus marrón, una especie y de Alga grande. Por el cambio de las preferencias en la alimentación, hay menos competencia entre los ejemplares jóvenes y adolescentes de la especie.
Distribución
Aplysia punctata vive en el Atlántico del Este hasta las Islas Canarias, en el Mar del Norte y en el Mar Mediterráneo
Vive en o cerca de las costas en agua de poca profundidad. Los animales jóvenes se hallan en regiones más profundas con vegetación de algas rojas. Los adolescentes habitan el agua flaca y zonas intermareales en las que hay fucus y Algas verdes.
Locomoción
Las Aplysia punctata se trasladan deslizándose por su pie, tanto sobre el suelo como sobre hojas de plantas marinas. También se suben a plantas. Sin embargo, esta especie no nada, como sí lo hace por ejemplo Aplysia fascinata.
Autoprotección
En peligro o causado por un contacto directo, Aplysia punctata emite líquidos blancos - violetas a través de glándulas en la piel. Su color se debe a los pigmentos de color de las plantas de las que se alimentan. Apoyado por las muestras en la superficie, casi no se las nota en el agua entre las plantas.
Copulación
Un efecto interesante es que en ocasiones la población de Aplysia punctata explota, supuestamente cuando hay abundancia de algas. Sin embargo, a la vez la población es vulnerable, y si el equilibrio del biotopo cambia y las fuentes de alimentación se agotan, se produce un éxodo. Es por ello por lo que en ocasiones se encuentran grandes cantidades de Aplysia muertas arrastradas a las orillas.

## Reproducción

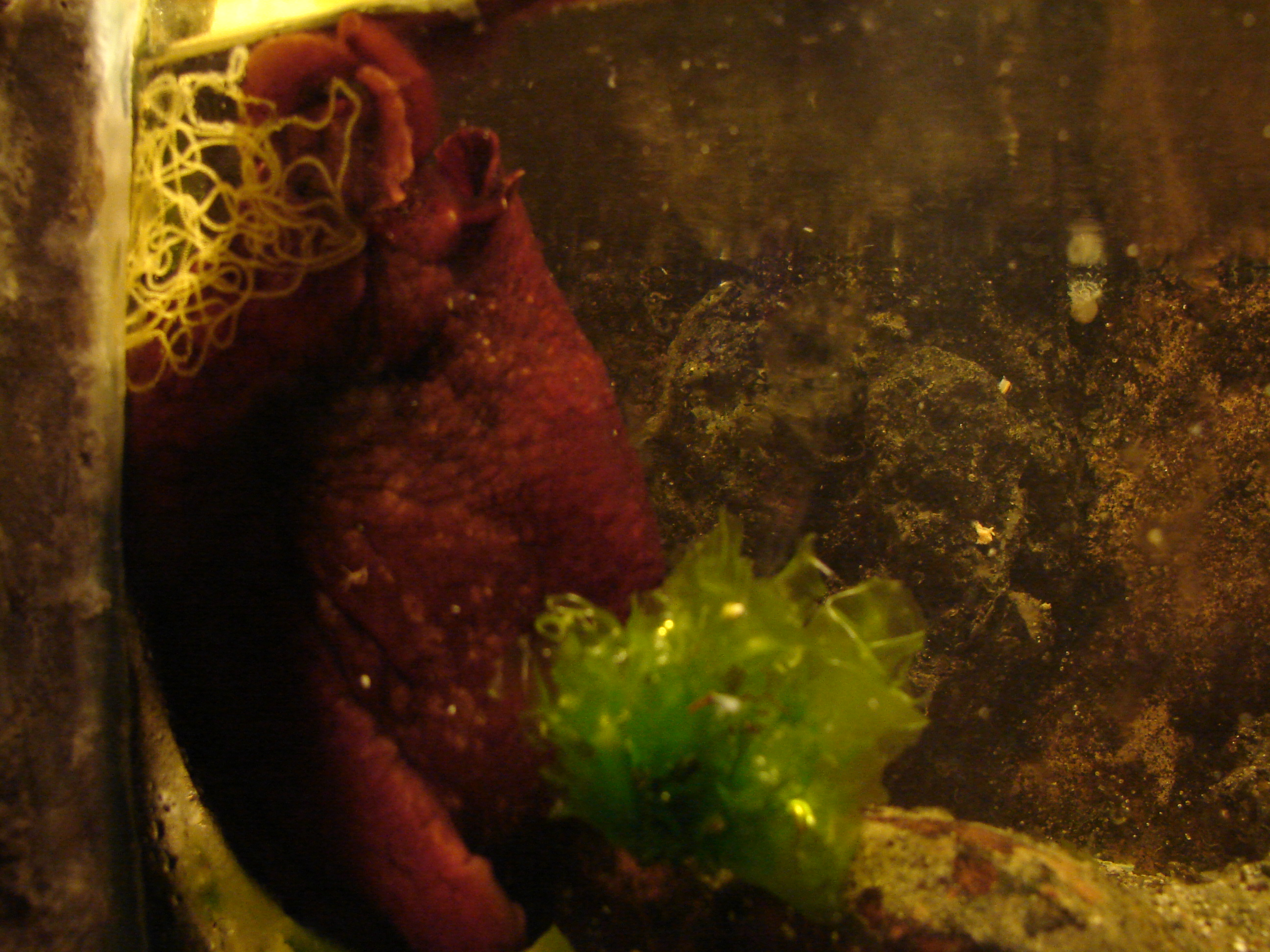
Aplysia punctata: cintas de huevos

Aplysia punctata es como todas las Liebres del Mar hermafrodita y tiene una glándula hermafrodita. No es autofecundante, sino necesitan una pareja para la reproducción. En el acto de la fecundación un animal juega el papel del macho, otro la parte femenina. La abertura sexual se encuentra entre los lobos parapodiales en la parte dorsal. Desde allí una muesca de esperma conduce el esperma al pene del macho actual. Por el pene penetrando la abertura secual se introduce el esperma al animal actuando como femenino.
La fecundación se realiza en parejas en que cambia el rol del macho y de la hembra. También se cita cadenas fecundarias.
Poco después de la fecundación Aplysia punctata deposita cinturas sinuosas de huevos colorados. Las cintas contienen hasta 135.000 huevos de color amarillo-marrón. Las cintas se fijan en plantas u objetos y son dejadas a partir de entonces. Protegidos en fundas jaleadas los huevos maduran hasta que salen luego larvas veliger. La fase larval se pasa como larva plancton flotante. Al fin de esta fase las larvas bajan al suelo. Después de una metamorfosis empieza la última etapa de su vida como Aplysia jovena en el suelo. Normalmente la reproducción es la última fase en su vida. Por ejemplo, se cita de costas inglesas que en ciertas épocas Aplysia punctata se acerca al litoral y bocas de ríos, cría y muere.